# 馬氏槍吻海龍
馬氏槍吻海龍（学名：Doryichthys martensii），为輻鰭魚綱棘背魚目海龍魚科的其中一種，分布於亞洲印尼、馬來西亞、汶萊、泰國的淡水流域，體長可達10.4公分，棲息在河川植物生長茂密的區域，屬肉食性，以小無脊椎動物等為食，為卵胎生。

## 外部連結
- 馬氏槍吻海龍的圖片 （页面存档备份，存于）